# Kjeld Olesen
Pour les articles homonymes, voir Olesen.
Kjeld Olesen, né le 8 juillet 1932 à Copenhague (Danemark) et mort le 25 juillet 2024, est un homme politique danois, membre de Social-démocratie (SD).

## Biographie
Kjeld Olesen est membre du Parlement de 1966 à 1987, vice-président de son parti pendant les années 1970, ministre de la Défense (1971-1973), ministre des Travaux publics (1977-1978) et ministre des Affaires étrangères (1979-1982).
Il est aussi élu député européen de juillet à octobre 1979.